# Nicolau Dadiani
Nicolau (Nikolai Davidovitch) Dadiani fou l'últim mtavari de Mingrèlia, Abkhàzia, Svanètia i Letxkúmia. Va néixer a Tbilisi el 4 de gener del 1847. El país va ser annexionat a Rússia el 1857 i va abdicar formalment el 4 de gener de 1867. Després va ser el candidat rus al tron de Bulgària el 1886. Va morir a Sant Petersburg el 6 de febrer del 1903 i els drets al tron van passar al seu fill Nicolau (Nikolai Nikolaievitch) Dadiani, nascut a Sant Petersburg el 12 de desembre de 1876. Va morir sense descendència en una presó hospital dels bolxevics el març de 1919.